# Nomi (Italië)
Nomi is een gemeente in de Italiaanse provincie Trente (regio Trentino-Zuid-Tirol) en telt 1298 inwoners (31-12-2004). De oppervlakte bedraagt 6,5 km², de bevolkingsdichtheid is 200 inwoners per km².

## Demografie
Nomi telt ongeveer 457 huishoudens. Het aantal inwoners steeg in de periode 1991-2001 met 14,2% volgens cijfers uit de tienjaarlijkse volkstellingen van ISTAT.
| Jaar | Inwoneraantal |
| ---- | ------------- |
| 1991 | 1126          |
| 2001 | 1286          |

## Geografie
Nomi grenst aan de volgende gemeenten: Aldeno, Besenello, Calliano, Pomarolo, Volano.